# Вальтерсдорф (Тюрингия)
Вальтерсдорф (нем. Waltersdorf) — община в Германии, в земле Тюрингия.
Входит в состав района Заале-Хольцланд. Подчиняется управлению Хюгелланд/Телер. Население составляет 177 человек (на 31 декабря 2010 года). Занимает площадь 4,61 км².
Коммуна подразделяется на 22 сельских округа.